# Augusto de la Vallée
Augusto de la Vallée, ovvero Della Vallea (fl. XVIII secolo), è stato un architetto e ingegnere italiano.

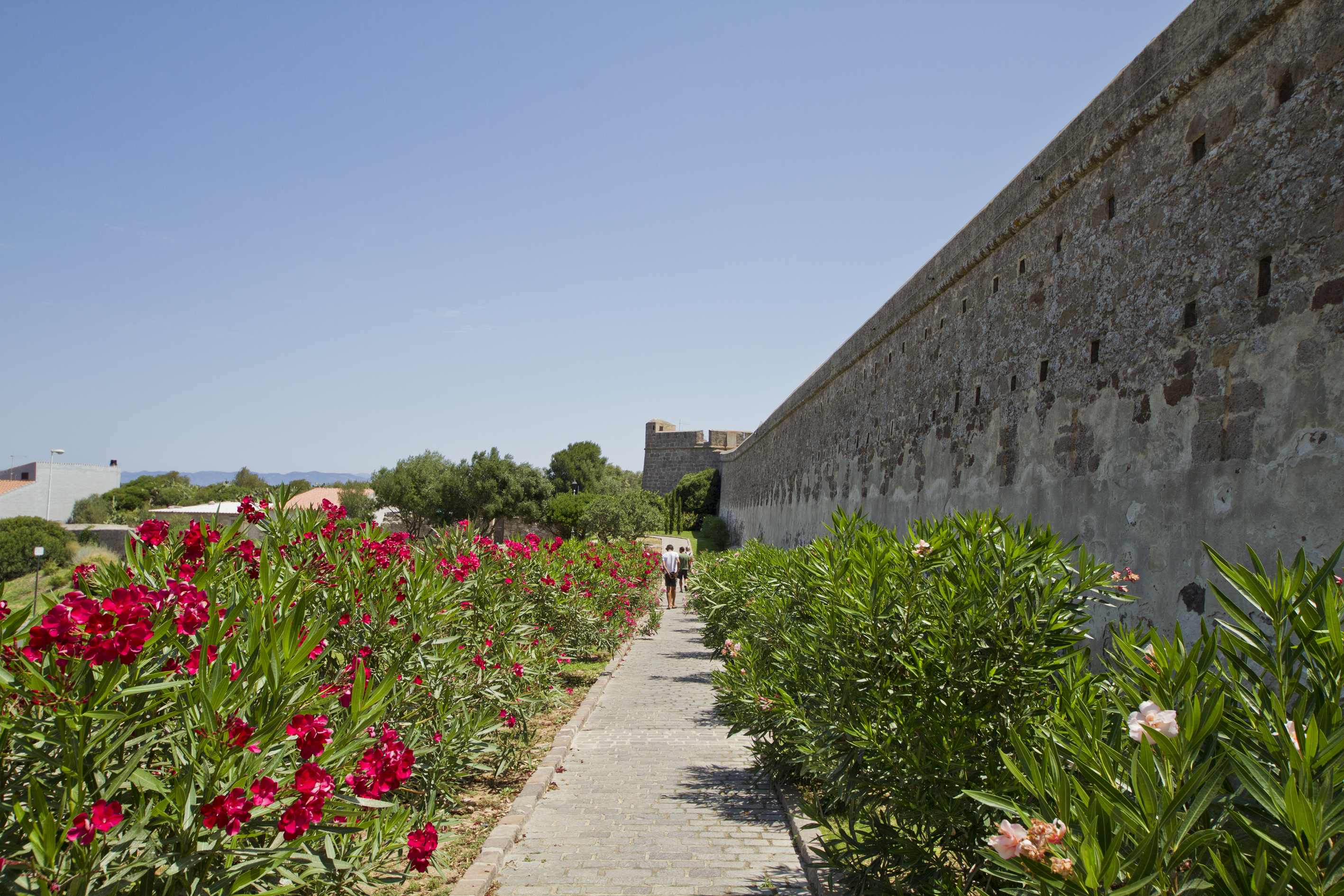
Le mura di cinta di Carloforte

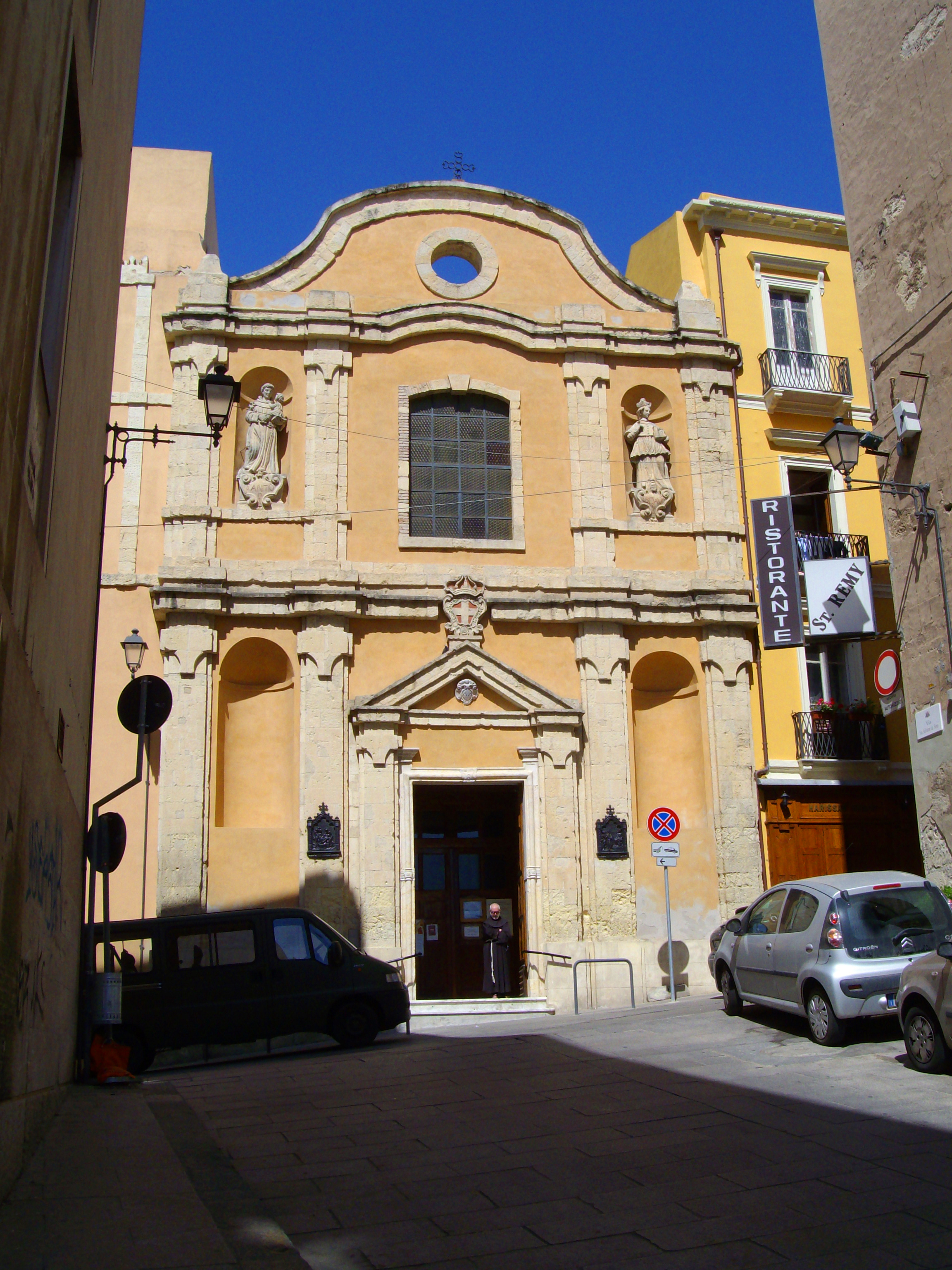
La facciata della chiesa di Santa Rosalia a Cagliari

Scarse le notizie sulla sua vita e mancanti quelle sulla sua formazione. Probabilmente era originario della Valle d'Aosta. Fu ufficiale dell'esercito sabaudo con competenze nel campo dell'ingegneria militare.
Giunto in Sardegna nel 1734, come luogotenente ingegnere, accompagnato da giudizi poco lusinghieri delle autorità governative e  da sospetti di spionaggio a  favore della Francia, si rivelò un abile progettista.
Nel 1738 fu incaricato di progettare e costruire il nuovo centro urbano di Carloforte sull'isola di San Pietro, fondato per accogliere esuli di origine ligure, fuggiti dall'isola di Tabarka. Dopo i sopralluoghi propose di costruire città, mura e bastioni a poca distanza dal mare, secondo un impianto urbano esposto nella relazione «Ragionamento sovra la sistemazione della fortezza di Carloforte» inviato a corte. 
Il progetto, corrispondente alla parte alta dell'attuale abitato, era caratterizzato da un tracciato geometrico ortogonale e prevedeva una imponente cinta di forma poligonale e sei bastioni, in un'epoca in cui le incursioni barbaresche non erano ancora cessate.
I lavori procedettero rapidamente e risulta la presenza dell'ingegnere sull'isola per verificare l’avanzamento dei lavori del progetto e aiutare l’ingegnere luogotenente Arduzzi a completarlo.
Nel 1741 fu promosso a ingegnere capitano.
Nel 1744 progettò l'ampliamento di Carloforte verso il mare. Nello stesso anno finì probabilmente il suo servizio in Sardegna. Non si dispone di ulteriori notizie.
Come architetto si ricordano gli interventi a Cagliari  nella chiesa di Santa Rosalia  (1740),  il restauro della chiesa della Purissima, la ristrutturazione del Palazzo Viceregio, oltre che altari e apparati effimeri.